# Ruda (gmina Krzywda)
Ruda – wieś w Polsce położona w województwie lubelskim, w powiecie łukowskim, w gminie Krzywda.
Wieś stanowi sołectwo w gminie Krzywda. Według Narodowego Spisu Powszechnego z roku 2011 wieś liczyła 180 mieszkańców.
Wieś szlachecka położona była w drugiej połowie XVI wieku w ziemi łukowskiej województwa lubelskiego. W latach 1975–1998 miejscowość należała administracyjnie do województwa siedleckiego.
Wierni Kościoła rzymskokatolickiego należą do parafii Jezusa Chrystusa Ukrzyżowanego w Szczałbie.